# Un banc, un arbre, une rue
Un banc, un arbre, une rue (Een bank, een boom, een straat) was het winnende lied van het Eurovisiesongfestival 1971, geschreven door Jean-Pierre Bourtayre en Yves Dessca en gezongen, in het Frans, door de Franse zangeres Séverine, die met dit nummer het Prinsdom Monaco vertegenwoordigde.
Het nummer, de eerste en enige (gegevens 2019) dat Monaco gewonnen heeft, is een klassieke Franse ballade. De tekst concentreert zich op het verlies van de kindertijd en op mensen die hun dromen volgen. De openingszinnen door het koor gezongen kunnen in feite worden vertaald als: " We hebben allemaal een bank, een boom, een weg / waar we onze dromen streelden / een te korte kindertijd ". Op de "Preview", de introductievideo van het songfestival, werd het lied door Séverine uitgevoerd op het lege plein van Monte Carlo, eerst staande bij een bankje, dan zittend tijdens de middelste verzen, en bijna aan het einde van het stuk, langzaam lopend naar een nieuwe straat.
Het nummer werd als derde uitgevoerd in de avond, na Malta (met Joe Grech ) en gevolgd door Zwitserland (vertegenwoordigd door Peter, Sue & Marc ). Aan het einde van de stemming had ze 128 punten verdiend, waarmee ze de eerste plaats haalde op 18 nummers.
Séverine nam het nummer op in drie andere talen: in het Engels (" Chance in Time "), Italiaans (" Il posto ") en Duits (" Mach 'die Augen zu (und wünsch dir einen Traum) ").
Een cover werd gemaakt van het nummer in het Fins, door de zangeres Carola Standertskjöld.
1956: Refrain · 
1957: Net als toen · 
1958: Dors, mon amour · 
1959: 'n Beetje · 
1960: Tom Pillibi · 
1961: Nous les amoureux · 
1962: Un premier amour · 
1963: Dansevise · 
1964: Non ho l'età · 
1965: Poupée de cire, poupée de son · 
1966: Merci, chérie · 
1967: Puppet on a string · 
1968: La la la · 
1969: Un jour, un enfant, De troubadour, Vivo cantando, Boom bang-a-bang · 
1970: All kinds of everything · 
1971: Un banc, un arbre, une rue · 
1972: Après toi · 
1973: Tu te reconnaîtras · 
1974: Waterloo · 
1975: Ding-a-dong · 
1976: Save your kisses for me · 
1977: L'oiseau et l'enfant · 
1978: A-ba-ni-bi · 
1979: Hallelujah · 
1980: What's another year · 
1981: Making your mind up · 
1982: Ein bißchen Frieden · 
1983: Si la vie est cadeau · 
1984: Diggi-loo diggi-ley · 
1985: La det swinge · 
1986: J'aime la vie · 
1987: Hold me now · 
1988: Ne partez pas sans moi · 
1989: Rock me · 
1990: Insieme: 1992 · 
1991: Fångad av en stormvind · 
1992: Why me? · 
1993: In your eyes · 
1994: Rock 'n' roll kids · 
1995: Nocturne · 
1996: The voice · 
1997: Love shine a light · 
1998: Diva · 
1999: Take me to your heaven · 
2000: Fly on the wings of love · 
2001: Everybody · 
2002: I wanna · 
2003: Everyway that I can · 
2004: Wild dances · 
2005: My number one · 
2006: Hard rock hallelujah · 
2007: Molitva · 
2008: Believe · 
2009: Fairytale · 
2010: Satellite · 
2011: Running scared · 
2012: Euphoria · 
2013: Only teardrops · 
2014: Rise like a phoenix · 
2015: Heroes · 
2016: 1944 · 
2017: Amar pelos dois · 
2018: Toy · 
2019: Arcade · 
2021: Zitti e buoni · 
2022: Stefania · 
2023: Tattoo · 
2024: The code